# Recesende (Baralla)
Recesende (llamada oficialmente San Cirilo de Recesende) es una parroquia y una aldea española del municipio de Baralla, en la provincia de Lugo, Galicia.

## Organización territorial
La parroquia está formada por una entidad de población:
- Recesende

## Demografía
| Gráfica de evolución demográfica de Recesende entre 2000 y 2019 |
|                                                                 |
| Datos según el nomenclátor publicado por el INE.                |